# ヤイロチョウ
ヤイロチョウ（八色鳥、Pitta nympha）は、鳥綱スズメ目ヤイロチョウ科ヤイロチョウ属に分類される鳥類。

## 分布
日本、インドネシア（ボルネオ島）、中華人民共和国、台湾、大韓民国、朝鮮民主主義人民共和国、マレーシア（ボルネオ島）
夏季に日本、台湾、中華人民共和国東部、朝鮮半島で繁殖し、冬季に中華人民共和国南部やボルネオ島へ南下し越冬する。ヤイロチョウ科では最も北に分布する。日本では主に本州中部以南、四国、九州に繁殖のため飛来（夏鳥）し、また日本でのみ本種の確実かつ継続的な繁殖が確認されている。

## 形態
全長18センチメートル。体上面の羽衣は光沢のある緑色、腰や尾羽基部の上面を被う羽毛（上尾筒）は青、喉から胸部、体側面の羽衣は淡黄色や黄褐色、腹部や尾羽基部の下面を被う羽毛（下尾筒）は赤い。尾羽の色彩は黒く、先端は青い。頭頂の羽衣は褐色、嘴の基部から正中線（頭央線）や眼を通り後頭部へ続く筋模様（過眼線）は黒、眼上部にある眉状の斑紋（眉斑）は淡褐色や黄色、黄白色。小雨覆の色彩は明青色、中雨覆や大雨覆、次列風切、三列風切の色彩は光沢のある緑色。初列風切の色彩は黒や黒褐色で、基部に白い斑紋が入る。和名のヤ（八）は数ではなく「多い」の意。
嘴は黒い。後肢は薄橙色。
卵は長径2.5-2.8センチメートル、短径1.9-2.3センチメートル。殻は灰白色で、淡紫褐色や灰色の斑点が入る。

## 分類
インドヤイロチョウの亜種とする説（その場合は亜種ヤイロチョウを含むP. brachyuraに対応する和名が種ヤイロチョウになる）もあるが、色彩も含めた形態や囀りから独立種とされる。
種小名nymphaは「ニンフ」の意。

## 生態
高木からなる常緑広葉樹林に生息し、樹冠により日光が遮られ下生えが発達しない環境を好む。
食性は動物食で、ミミズ、昆虫、甲殻類などを食べる。
繁殖形態は卵生。繁殖期になると樹上で囀る。林床の下生えのない場所や高木の枝又などに木の枝や葉、コケなどを組みあわせた直径20センチメートルに達するドーム状の巣を作り、日本では5-7月に1回に4-6個の卵を産む。
渡りの経路については観察例が少なくよくわかっていないが、トカラ悪石島、奄美大島、沖縄島、西表島などから記録があり、琉球列島を通過していることが示唆されている。

## 人間との関係
高知県の県鳥に指定されている。
囀りを日本語に置き換えた表現（聞きなし）として「白ペン、黒ペン」などがある。
開発による生息地の破壊などにより生息数は減少している。また繁殖地での人間による撹乱も懸念されている。1993年に絶滅のおそれのある野生動植物の種の保存に関する法律施行に伴い、国内希少野生動植物種に指定されている。
絶滅危惧IB類 (EN)（環境省レッドリスト）